# Callionymus enneactis
 Callionymus enneactis és una espècie de peix de la família dels cal·lionímids i de l'ordre dels cipriniformes que es troba des del Golf de Tailàndia fins a Salomó, Japó, el nord-oest d'Austràlia i Palau.